# کمیسیون انرژی (مالزی)
کمیسیون انرژی (به انگلیسی: Energy Commission) (مالایی: Suruhanjaya Tenaga) به اختصار ST، یک نهاد نظارتی در صنعت انرژی در شبه‌جزیره مالزی و صباح است. این کمیسیون بر اساس مصوبه کمیسیون انرژی ۲۰۰۱، تأسیس شد. این نهاد نقش کلیدی در جهت اطمینان از توسعه صنعت انرژی به‌طور کارآمد، ایفا می‌کند تا مالزی آماده مواجهه با چالش‌های جدید جهانی شدن و آزادسازی، به ویژه در تأمین انرژی صنایع باشد.
کمیسیون کلیه امور مربوط به صنعت تأمین برق و گاز را در محدوده لایحه قانونی قابل اجرا به‌طور مشخص تر، مصوبه تأمین برق ۱۹۹۰، آیین‌نامه فراهم سازی مجوز ۱۹۹۰، مصوبه تأمین گاز ۱۹۹۳، آیین‌نامه برق ۱۹۹۴ و آیین‌نامه تأمین گاز ۱۹۹۷ را تنظیم و ترویج می‌کند. کمیسیون در ایفای نقش خود از رویکرد خود نظارتی استفاده می‌کند.